# 兵庫県道508号瀬利小田中線
兵庫県道508号瀬利小田中線（ひょうごけんどう508ごう せりこだなかせん）は、兵庫県丹波篠山市を通る一般県道である。

## 概要
丹波篠山市奥畑から丹波篠山市小田中に至る。

### 路線データ
- 起点：丹波篠山市奥畑（兵庫県道301号本郷東浜谷線交点）
- 終点：丹波篠山市小田中（国道173号交点）
- 総延長：6.605 km

## 地理

### 通過する自治体
- 丹波篠山市

### 交差する道路
| 交差する道路                                       | 交差する場所 | 交差する場所 |
| -------------------------------------------------- | ------------ | ------------ |
| 兵庫県道301号本郷東浜谷線                          | 奥畑         | 起点         |
| 国道173号 兵庫県道・京都府道702号篠山京丹波線 重複 | 小田中       | 終点         |

### 沿線
- 丹波篠山市立多紀小学校（終点付近）